# Protea simplex
Protea simplex är en tvåhjärtbladig växtart som beskrevs av Edwin Percy Phillips. Protea simplex ingår i släktet Protea och familjen Proteaceae. Inga underarter finns listade i Catalogue of Life.